# 쿠멘
쿠멘(Cumene)은 지방족 대체 방향족성 탄화수소에 기반을 둔 유기 화합물이다. 석유와 정제연료의 성분이다. 가연성의 무색 액체이며 끓는점은 섭씨 152도이다. 산업적 규모로 순수 화합물로 생산되는 거의 모든 쿠멘은 쿠멘히드로퍼옥사이드로 변환되는데, 이는 주로 페놀과 아세톤 등 산업적으로 중요한 화학물질 합성의 중간물이다.

## 같이 보기
- 1,2,4-트라이메틸벤젠